# Académie des beaux-arts d'Helsinki
Pour les articles homonymes, voir Académie des beaux-arts.
L'Académie finlandaise des beaux-arts (finnois : Kuvataideakatemia; suédois : Bildkonstakademin) à Helsinki en Finlande propose la formation universitaire de plus haut niveau dans le domaine des beaux-arts en Finlande. L'académie fait une partie de l'université des arts d'Helsinki.
L'Académie des beaux-arts se trouve au 25 a, rue Elimäenkatu dans le quartier de Vallila.

## Histoire
L'académie est fondée en 1848 par une fondation privée nommée association des arts de Finlande (en finnois : Suomen Taideyhdistys).
De 1848 à 1939, l'académie était appelée École de dessin de l'association des arts (Suomen Taideyhdistyksen piirustuskoulu). 
- En 1939 à 1985, elle devient l'Académie finlandaise des beaux-arts (finnois : Suomen Taideakatemian koulu) ou Ateneum.
- De 1985 à 2013, elle est renommée Académie des beaux-arts (finnois : Kuvataideakatemia). Début 1998, l'académie est devenue une université délivrant des diplômes Bachelor et master.
- En 2013, on la renomme Académie des beaux arts de l'université des arts d'Helsinki (finnois : Taideyliopiston Kuvataideakatemia).

Pour l'année universitaire 2009-2010, elle a accueilli environ 260 étudiants.

## Professeurs
Parmi les professeurs de l'académie:
- Mika Elo
- Lea Kantonen (Formation doctorale, programme doctoral Beaux-Arts)
- Daniel Peltz (Art espace-temps)
- Sigrid Sandström (Peinture)
- Andrew Best-Dunkley (Sculpture)
- Tarja Pitkänen-Walter (fi) (Peinture)
- Anna-Kaisa Rastenberger (fi) (Praxis, pratiques de présentation artistique)
- Anita Seppä (fi) (Histoire et théorie de l'art)
- Riikka Stewen (Histoire et théorie de l'art)
- Marjaana Kella (Art espace-temps)
- Salla Tykkä (Art de l'espace-temps)
- Annu Vertanen (fi) (Graphisme artistique)
- Magnus Quaife (Pédagogie artistique)
- Juha-Heikki Tihinen (Recherche en art contemporain)

## Publications de l'académie
L'académie édite des ouvrages parmi lesquels:
- (fi) Lea Kantonen (ed.), Ankaraa ja myötätuntoista kuuntelua, 2010 (ISBN 978-951-53-3260-8)
- (fi) Veli-Matti Saarinen, Taiteen elämä ja kuolema, 2011 (ISBN 978-951-53-3343-8)
- (fi) Jyrki Siukonen, Vasara ja hiljaisuus, 2011 (ISBN 978-951-53-3398-8)
- (fi) Martta Heikkilä et Hanna Johansson (ed.), Viivan filosofia, 2014 (ISBN 978-951-53-3560-9)
- (fi) Silja Rantanen, Ulos sulkeiista, Nykytaiteen teosmuotojen tulkintaa, 2014 (ISBN 978-951-53-3591-3)

## Étudiants célèbres
- Maria Wiik, (1853-1928), artiste peintre
- Elin Danielson-Gambogi, (1861-1919), artiste peintre
- Bruno Aspelin, (1870-1941), artiste peintre
- Hugo Simberg, (1873-1917), artiste peintre
- Ester Helenius, (1875-1955),  artiste peintre
- Hilda Flodin, (1877-1958), artiste peintre et sculptrice
- Signe Tandefelt (1879-1943), artiste peintre
- Sini Manninen, (1944-2012), artiste peintre